# Scarlet’s Remains
Scarlet’s Remains war eine US-amerikanische Death-Rock- und Gothic-Punk-Band, die 2003 von Tony Havoc in Los Angeles gegründet wurde. Aufgrund ihrer rasch wachsenden Popularität zählen Scarlet’s Remains zu den Gruppen, die maßgeblich für das Death-Rock-Revival in den USA, vor allem auch in Kalifornien, verantwortlich sind.

## Geschichte
Tony Havoc, Schlagzeuger und ehemaliges Mitglied der Musikgruppen Fearcult, Horrorshow, Hatesex und Voodoo Church, gründete 2003 die Band Scarlet’s Remains zusammen mit dem Bassisten Johann Schumann (vormals Christian Death, Shadow Project und Mephisto Walz) und dem Gitarristen Brian Elizondo. Im Sommer 2004 stieß eveghost als Sängerin zur Gruppe und komplettierte somit die Besetzung.
Die Band sieht sich beeinflusst von Bands wie Christian Death, Xmal Deutschland, Killing Joke und den frühen Alien Sex Fiend. Innerhalb eines halben Jahres wurde das selbstbetitelte Debüt von Scarlet’s Remains eingespielt, und dann im Frühjahr 2005 vom deutschen Label Dark Dimensions/Alice in... veröffentlicht. Im Sommer 2004 verließ Gitarrist Brian Elizondo die Band und wurde vorübergehend von Benn Ra von Diva Destruction vertreten. Als schließlich 2006 auch Schumann die Gruppe verließ, stießen daraufhin mit Bari Bari (Gitarre, vormals Christian Death und Mephisto Walz) und Marzia Rangel (Bass, Ex-The Deadfly Ensemble) neue feste Mitglieder zur Formation.
2006 erschien die Live-DVD Live at the Key Club, die eine Aufzeichnung eines Konzertes vom 30. März 2006 bietet. 2007 erschien das zweite Album der Band, The Palest Grey. Die Texte der Gruppe sind für gewöhnlich englisch, jedoch bieten die bisherigen Alben auch jeweils ein Lied mit deutschem Text (Metall Heiligenschein, Anatomie der Selbstzerstörung).

## Stil
Die Musik von Scarlet’s Remains lässt sich dem modernen Death-Rock/Gothic Punk zuordnen und greift dabei Einflüsse aus dem gesamten Spektrum der Musik auf.
Geschaffen mit modernen Produktionsmöglichkeiten setzt sich die Musik von Scarlet’s Remains aus hellen schnell und einfach gespielten Gitarren zusammen. Der meist einfache, tiefe und schwere Walking Bass wird teilweise von dem flächendeckenden Gitarrenspiel übertönt. Dennoch wird der Rhythmus als urtümlich und treibend beschrieben.
Der Bass wurde, in Liedern wie z. B. The Palast Grey, im Vergleich zu den ursprünglichen Vertretern des Gothic Punk und Death-Rock, leiser abgemischt, jedoch stets präsent und meistens parallel und begleitend zur Gitarre gespielt.
Das Schlagzeug ist ganz nach den Idealen früher Goth-Punk-Bands wie Siouxsie and the Banshees oder The Southern Death Cult ausgerichtet und sehr Tom-Tom-lastig und mit wenig bis keinem Einsatz der Becken gespielt.
Ebenso wird der Gesang heulend schrill gesungen und wird mit jenem der Gothic-Punk-Band Xmal Deutschland verglichen.

## Diskografie

### Alben
- 2005: Scarlet’s Remains
- 2007: The Palest Grey

### DVDs
- 2006: Live at the Key Club